# Bradi
Bradi è un comune dell'Azerbaigian situato nel distretto di Lerik. Conta una popolazione di 155 abitanti. Il comune è costituito dai villaggi di Aşağı Bradi ("Basso Bradi") e Yuxarı Bradi ("Alto Bradi").